# Léon Vigreux
Pour les articles homonymes, voir Vigreux.
Léon Vigreux est un ingénieur civil français, né le 15 septembre 1837 à Rouen et mort le 27 novembre 1891 à Paris.

## Biographie
Après avoir été distingué à l'École de arts et métiers de Châlons en 1857 avec la troisième médaille d'argent, Léon Vigreux est venu compléter ses études techniques à l'École centrale des Arts et Manufactures où il reçoit le diplôme d'ingénieur mécanicien en 1860.
En 1861, il invente une machine à dessiner destinée à faciliter l'exécution des dessins géométriques.
Entré auprès de Charles Callon peu de temps après sa sortie de l'école, il dirige son cabinet d'études dès 1875. Parallèlement, il est nommé répétiteur du cours de construction de machine en novembre 1864 dans l'école centrale, fonction qu'il occupera jusqu'en 1878. À la mort de Charles Callon, il le remplace comme professeur pour terminer l'année 1877, puis occupe le poste de chargé de cours en 1878 et devient professeur titulaire en 1879 tout en faisant partie du conseil de perfectionnement de l'école.
En 1870-1871, lors du Siège de Paris, il a été le chef de service de l'ajustage des canons et son dévouement patriotique y a été récompensé par la délivrance d'un brevet par le gouvernement. En 1878, Léon Vigreux a été nommé au ministère du commerce comme inspecteur régional à l'enseignement technique. Il est chargé par ce ministère de faire une conférence dans le Palais du Trocadéro sur la minoterie lors de l'Exposition universelle de 1878. Il obtient lors de cette exposition la médaille d'or pour un système de four applicable à la cuisson des calcaires au moyen du gaz oxyde de carbone. Il participe également à l'Exposition universelle de 1889 en tant que chef de service mécanique et électrique, et, est promu au grade d'officier de Légion d'honneur la même année pour service rendu lors de cet événement.
Il meurt d'une attaque d'apoplexie en son domicile au no 16, rue de Birague dans le 4e arrondissement de Paris le 27 novembre 1891 et est inhumé au Cimetière du Père-Lachaise (95e division).
L'œuvre de Léon Vigreux en tant qu'ingénieur est considérable : Il a publié des ouvrages de référence, et, a étudié puis dirigé de nombreuses constructions comme des papeteries, distilleries, minoteries, fours à chaux, filatures, moteurs hydrauliques, des distributions et élévations d'eau, des transmissions télédynamiques...

## Distinctions
- Officier de la Légion d'honneur (1889)

## Principales réalisations
- Réorganisation complète de la distillerie de Denain (bâtiments, générateurs, moteurs, transmissions, pompes et appareils de fabrication)
- Transformation d'une ancienne usine à Atfeh en Égypte avec l'implantation de huit roues à palettes planes de 10 mètres de diamètre et 3 à 3,6 de largeur avec une profondeur d'aubage variant de 2  à   2,5 mètres. Cette installation pouvait élever 30 mètres cubes d'eau à une hauteur de 2,6 mètres, ce qui correspond au travail effectif de 1040 chevaux vapeur en eau élevé. Cela a été à l'époque l'application la plus importante de la roue à palettes planes pour l'élévation de l'eau.

## Publications
- La papeterie à l'exposition universelle (1878)
- Traité théorique et pratique de la résistance des matériaux (1885)
- Projet de distribution d'eau pour une ville industrielle (1887)
- Projet d'utilisation de la puissance d'une chute d'eau pour l'éclairage électrique d'une ville (1889)
- Application de l'eau sous pression : projet de manutention hydraulique dans une gare de chemin de fer (1891)
- Théorie et pratique de l'art de l'ingénieur du constructeur de machines et de l'entrepreneur de travaux publics (publié en partie dans le journal "Le Meunier" qu'il a fondé en 1878)

## Sources
- Nécrologie dans la revue Encyclopédique Larousse 1892 (page 141)
- Nécrologie dans Le Génie civil : revue générale des industries françaises et étrangères de décembre 1891 (page 82)
- Notices nécrologiques[5]